# Torneo de Newport 2015
El Campbell's Hall of Fame Tennis Championships 2015 es un torneo de tenis. Pertenece al ATP Tour 2015 en la categoría ATP World Tour 250. El torneo tendrá lugar en la ciudad de Newport, Estados Unidos, desde el 13 de julio hasta el 19 de julio de 2015 sobre césped.

## Cabezas de serie

### Individual
| Tenista          | Ranking | Preclasificada |
| John Isner       | 17      | 1              |
| Ivo Karlović     | 25      | 2              |
| Bernard Tomic    | 26      | 3              |
| Jack Sock        | 31      | 4              |
| Adrian Mannarino | 34      | 4              |
| Sam Querrey      | 36      | 5              |
| Steve Johnson    | 52      | 7              |
| Tim Smyczek      | 77      | 8              |

- Ranking del 29 de junio de 2015

### Dobles
| Tenista                              | Ranking | Preclasificada |
| Robert Farah Santiago González       | 86      | 1              |
| Austin Krajicek Rajeev Ram           | 79      | 2              |
| Jonathan Marray Aisam-ul-Haq Qureshi | 121     | 3              |
| Eric Butorac Colin Fleming           | 123     | 4              |

## Campeones

### Individual Masculino
Rajeev Ram venció a  Ivo Karlović por 7-6(5), 5-7, 7-6(2)

### Dobles Masculino
Jonathan Marray /  Aisam-ul-Haq Qureshi vencieron a  Nicholas Monroe /  Mate Pavić por 4-6, 6-3, [10-8]